# 1-я пехотная дивизия (Русская армия Врангеля)
 1-я пехотная дивизия Русской армии — войсковое соединение, сформированное в Русской армии Врангеля 6 ноября 1920 года. Вошла в состав 1-й армейского корпуса (ВСЮР).

## История
На май 1920 года в 1-й корпус входили три именные дивизии. В ходе летних и осенних боёв в Северной Таврии с Красной армией они понесли такие потери, что не дотягивали по численности даже до штатного полка. В итоге пришлось переименовать их в полки и свести в 1-й пехотную дивизию.
Пехотная дивизия включала в себя следующие именные полки: Корниловский ударный, Марковский и Алексеевский пехотные и Сводно-стрелковый генерала Дроздовского полк. К каждому из полков был придан одноимённый конный дивизион и инженерная рота. Пешую артиллерию дивизии уже после крымской эвакуации в декабре 1920 года объединили в артиллерийскую бригаду под командованием генерал-майора А. В. Фока.
В. К. Витковский в ноябре 1920 г. с остатками Русской армии генерала П. Н. Врангеля эвакуировался в Турцию, в лагере Галлиполи командовал 1-й пехотной дивизией, в Болгарии в 1921—1922 годах — 1-м армейским корпусом.
С ноября 1920 по октябрь 1921 года дивизия дислоцировалась на полуострове Галлиполи в Турции, в специально построенных французской армией лагерях. Во время пребывания в Турции личный состав дивизии занимался боевой подготовкой.
В 1921–1923 годах размещалась в городе Свиштов в Болгарии. В Болгарии дивизия переведена на трудовое положение, чины дивизии принимали участие в различных работах на местных предприятиях, рудниках и других производствах. Несмотря на полное поражение в Гражданской войне в европейской части России лидеры Белого движения ещё несколько лет не распускали формирования, считая их кадром для армии вторжения при будущей возможной интервенции в Советскую Россию.
Распоряжением Главнокомандующего Русской армией генерала П. Н. Врангеля № 72 от 25 июля 1923 года Управление дивизии было расформировано с 1 октября 1923 г.; личный состав Управления, не вошедший в состав вновь формируемой Галлиполийской группы войск в Болгарии, с 1 октября 1923 года был обращен на формирование 2-й Галлиполийской роты той же группы. Все части дивизии были переданы в состав Галлиполийской группы войск в Болгарии.

## Командный состав
Начальник: ген.-лейт. В. К. Витковский (с ноября 1920)
Начальники штаба: полковник (с 1921 генерал-майор) Ф. Э. Бредов (с ноября 1920).